# دیمن دیلتی
دیمن دیلتی (انگلیسی: Damon Diletti؛ زادهٔ ۱ may ۱۹۷۱ (۵۳ سال)) ورزشکار هاکی روی چمن اهل استرالیا است.
وی در مسابقات کشوری و بین‌المللی در مجموع برندهٔ ۱ مدال طلا، ۱ مدال نقره، ۲ مدال برنز شده‌است.